# Giuseppe Ortolani

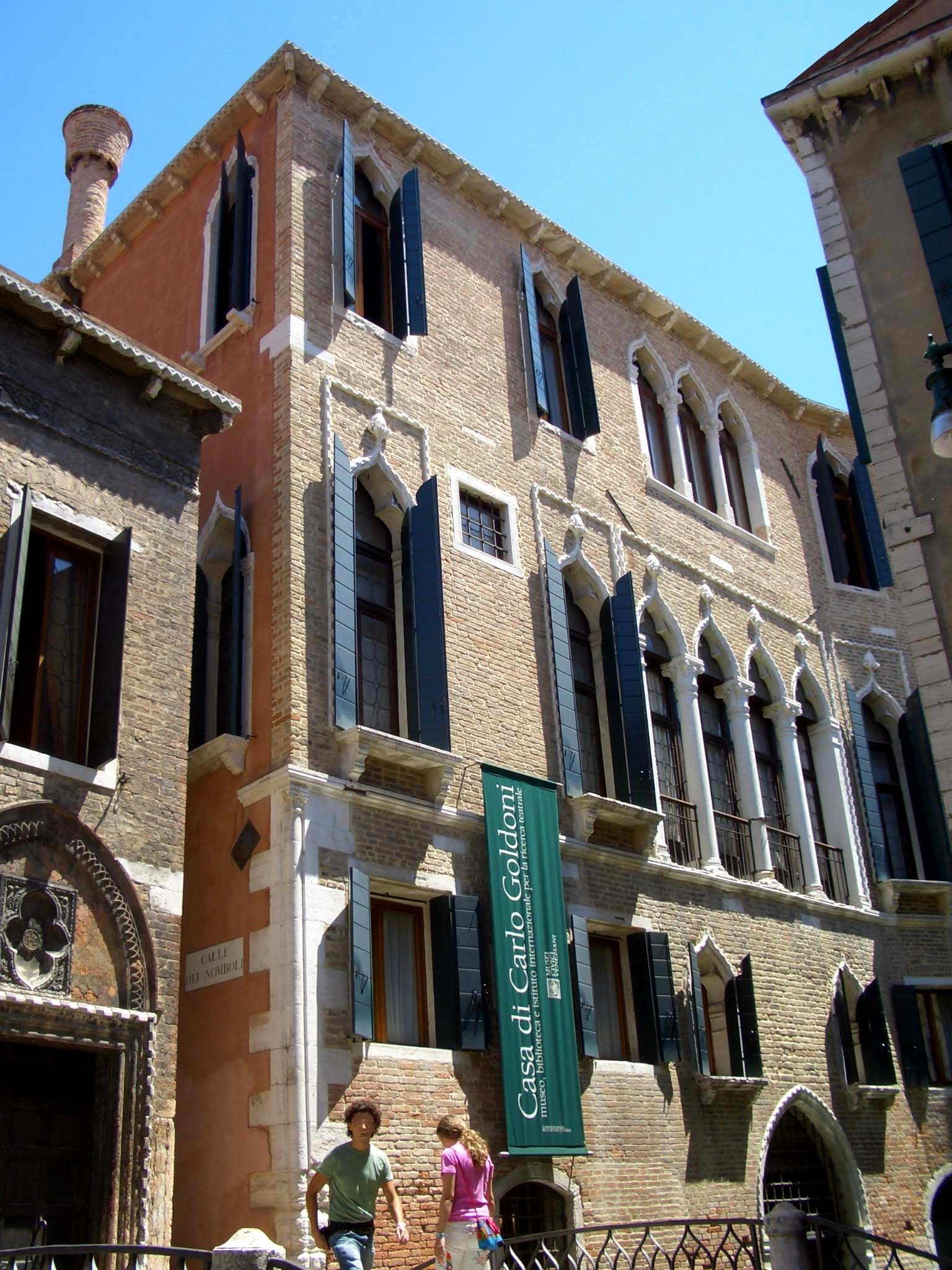
Casa Goldoni a Venezia

Giuseppe Ortolani (Feltre, 1872 – Feltre, 1958) è stato un critico letterario italiano.

## Biografia
Giuseppe Ortolani nacque a Feltre, da genitori entrambi veneziani, e si formò culturalmente a Venezia. Il padre Jacopo aveva partecipato al Risorgimento raggiungendo la Sicilia per combattere con i Mille.
In veste di conservatore della casa di Goldoni a Venezia, incarico che ricoprì a lungo, contribuì enormemente ad accrescerne le attività, favorendo un incremento degli studî critici su Goldoni.
Critico letterario e fine studioso dell'opera goldoniana, e più in generale del 700 veneziano, fu il curatore dell'edizione considerata più importante delle Opere complete del commediografo veneziano, commissionatagli dal Municipio di Venezia, di cui si occupò dal 1907 fino alla morte dando alle stampe 40 volumi (l'ultimo uscito postumo nel 1960).